# Alinza
Alinza là một chi bướm đêm thuộc họ Erebidae.